# De Havilland Canada DHC-3 Otter
de Havilland Canada DHC-3 Otter (Otter — «Выдра») — одномоторный самолёт короткого взлёта и посадки. Разработан на основе (и для замены) выпускавшегося ранее и весьма успешно применявшегося самолёта DHC-2 Beaver.

## Разработка и конструкция

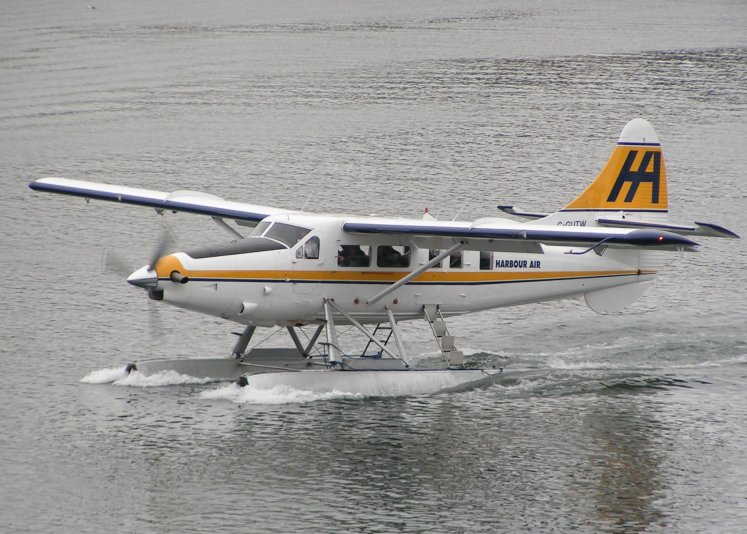
DHC-3 Turbo Otter на поплавках

Когда компания de Havilland Canada начала разработку самолёта «Кинг бивер» (позднее — «Оттер») в январе 1951, целью было расширение линейки прочных и надёжных грузопассажирских самолётов короткого взлёта и посадки, таких как «Бивер». Новый самолёт DHC-3 «Оттер» был предназначен для выполнения тех же задач, что и его предшественник «Бивер», но был значительно больше по габаритам и имел грузоподъёмность более тонны (Beaver обычно называли «полутонным грузовиком»).
Otter сконструирован по той же схеме, что и DHC2 Beaver, но имеет более длинный фюзеляж, больший размах крыла и массу. Кабина вмещает 10-11 пассажиров. Силовая установка — поршневой радиальный двигатель Pratt & Whitney Wasp мощностью 450 кВт (600 л. с.). Может устанавливаться на колёсное, лыжное, амфибийное или поплавковое шасси.

## Эксплуатация
Otter широко применяется для грузопассажирских перевозок на местных воздушных линиях в неосвоенных районах (тайга, тундра, острова), в экспедиционных условиях, для сброса парашютистов.
Используется также армиями США, Австралии, Великобритании, Канады, Индии, Чили и некоторых других стран.

## Основные модификации
DHC-3 Otter: основной вариант самолёта с поршневым двигателем.
DHC-3-T Turbo-Otter: оснащён турбовинтовым двигателем PT6A-27 мощностью 494 кВт (662 л. с.).
Самолёт Turbo Otter мог оснащаться турбовинтовыми двигателями типов PT6A, Walter 601 (производства ЧССР), Garrett/Honeywell TPE331-10, фирмы Texas Turbine Conversions, или ASz-62IR — советскими двигателями АШ-62ИР, выпускавшимися по лицензии в Польше.[3]

## Лётно-технические характеристики
Экипаж: 1
Длина фюзеляжа: 12,5 м.
Размах крыльев: 17,7 м
Высота: 4 м.
Вес пустого: 2 398 кг.
Взлётный вес: 3 628 кг.
Двигатель: 1× поршневой радиальный Pratt & Whitney R-1340-S1H1-G Wasp, мощность 600л. с. (447 кВт)

Максимальная скорость: 258 км/ч.
Дальность: 1 545 км.
Практический потолок: 5 460 м.
Скороподъёмность: 305 м/мин.

## Потери самолётов
По данным сайта Aviation Safety Network по состоянию на 15 марта 2019 года в общей сложности в результате катастроф и серьёзных аварий были потеряны 17 самолётов de Havilland Canada DHC-3 Turbine Otter. Всего в этих происшествиях погибли 44 человека.
| Дата       | Бортовой номер | Место катастрофы                    | Жертвы | Краткое описание |
| ---------- | -------------- | ----------------------------------- | ------ | --- |
| 19.12.1984 | N4247A         | Сиэтл                               | 0/3    | Грубая посадка в черте города. |
| 27.09.1995 | C-FEBX         | близ Кэмпбелл-Ривер                 | 8/10   | Врезался в гору из-за ошибок экипажа. |
| 18.08.1996 | C-GCMY         | Хайда-Гуай                          | 3/3    | Разбился в долине из-за ошибки пилота в условиях ограниченной видимости. |
| 12.09.2001 | C-FQOS         | озеро Мелвилл                       | 0/4    | Разбился при взлете и затонул. |
| 12.09.2001 | C-GOFF         | близ Джеллико (Британская Колумбия) | 2/3    | Разбился при взлете c замёрзшего озера. |
| 24.06.2005 | C-FXUY         | Йеллоунайф                          | 0/9    | Сразу после взлета рухнул в воду. |
| 02.06.2007 | C-GZCW         | Мейо                                | 1/1    | Разбился при взлёте из-за смещения груза. |
| 09.08.2010 | N455A          | близ Алекнагик                      | 5/9    | На борту находились бывший представитель штата Аляска в Сенате Тэд Стивенс и экс-глава NASA Шон О'Кифи. Точная причина катастрофы неизвестна из-за отсутствия черных ящиков. |
| 17.01.2011 | C-GNNP         | озеро Манчо (Британская Колумбия)   | 0/0    | Уничтожен вместе с двумя другими самолётами при пожаре в ангаре на базе гидросамолетов на озере Манчо. |
| 31.03.2011 | C-GMCW         | 70 км от Мейо                       | 1/1    | Разбился при невыясненных обстоятельствах. |
| 23.09.2011 | N361TT         | Аляска                              | 1/3    | Врезался в дерево при полёте на малой высоте и разбился. |
| 07.07.2013 | N93PC          | Солдотна                            | 10/10  | Упал сразу после взлета в аэропорту Солдотна и загорелся. Причиной катастрофы стало нарушение центровки. |
| 22.08.2013 | C-FSGD         | Садбери                             | 1/1    | Разбился из-за эксплуатации в поврежденном состоянии. |
| 25.06.2015 | N270PA         | близ Кетчикан                       | 9/9    | Врезался в скалу во время экскурсионного полёта в опасных погодных условиях. |
| 15.09.2015 | N928RK         | озеро Илиамна                       | 3/10   | Разбился сразу после взлета. Самолёт был перегружен. Решения пилота вылетать в тёмную ночь усугубило ситуацию, привело к последующей пространственной дезориентации и потере контроля над самолётом. В катастрофе погибли три пассажира. Пилот и четверо других пассажиров получили серьёзные травмы. |
| 10.07.2018 | N3952B         | Остров Принца Уэльского             | 0/11   | Врезался в гору условиях плохой видимости. Шесть человек получили серьёзные травмы. В службе Береговой охраны США заявили, что жертв удалось избежать, благодаря действиям опытного пилота воздушного судна.                                                                                          |
| 13.05.2019 | N959PA         | близ Кетчикан                       | 5+1/11 | Столкнулся в воздухе с DHC-2 Beaver. |